# Canton de L'Escarène
Le canton de L'Escarène est une ancienne division administrative française, située dans le département des Alpes-Maritimes et la région Provence-Alpes-Côte d'Azur.

## Histoire
Le canton est créé pour la première fois après la constitution du premier département des Alpes-Maritimes en 1793. Le 28 mars 1793, les commissaires Grégoire et Jagot nommés par la Convention nationale définissent en effet l'organisation du département en vingt cantons dont celui de L'Escarène qu'ils rattachent au district de Nice,. Il est alors composé des communes de L'Escarène, Touët-de-l'Escarène, Peille, Peillon et Lucéram.
Il est modifié par l'arrêté du 17 frimaire an X (8 décembre 1801) qui lui rattache les cinq communes du canton de Contes.
Le canton est recréé après l'annexion du comté de Nice à la France en 1860 et la création du second département des Alpes-Maritimes, par le décret impérial du 24 octobre 1860. Il est constitué des mêmes communes qu'en 1793.
Il disparait avec le redécoupage cantonal de 2014, entré en vigueur le 22 mars 2015, qui le rattache au canton de Contes.

## Composition
Le canton de L'Escarène regroupait les communes de :
| Nom                    | Code Insee | Intercommunalité        | Population (dernière pop. légale) |
| ---------------------- | ---------- | ----------------------- | --------------------------------- |
| L'Escarène (chef-lieu) | 06057      | CC du Pays des Paillons | 2 511 (2014)                      |
| Peille                 | 06091      | CC du Pays des Paillons | 2 344 (2014)                      |
| Blausasc               | 06019      | CC du Pays des Paillons | 1 469 (2014)                      |
| Peillon                | 06092      | CC du Pays des Paillons | 1 495 (2014)                      |
| Lucéram                | 06077      | CC du Pays des Paillons | 1 237 (2014)                      |
| Touët-de-l'Escarène    | 06142      | CC du Pays des Paillons | 297 (2014)                        |

## Représentation

### conseillers généraux de 1861 à 2015
| Période                   | Identité                        | Parti       | Qualité |
| ------------------------- | ------------------------------- | ----------- | --- |
|                           |                                 |             | |
| 1861-1864                 | Adrien Barralis                 |             | Maire de Lucéram                                                                                                |
| 1864-1878 (décès)         | Comte Dominique-Honoré de Vedel |             | Chef de division au Ministère de l'Intérieur                                                                    |
| 1878-1885 (décès)         | Henri Rostagni                  | Républicain | Médecin - Maire de L'Escarène (1870-1871)                                                                       |
| 1885-1915 (décès)         | Albert Moriez                   | Républicain | Docteur en médecine à Nice puis professeur à la Faculté de médecine de Montpellier Maire de Lucéram (1884-1888) |
| 1915-1919                 | siège vacant                    |             | |
| 1929-1940                 | Paul Roux                       | RG          | Docteur en médecine Maire de L'Escarène (1919-1940 et 1957-1962) Nommé conseiller départemental en 1943         |
|                           |                                 |             | |
| 1945-1946 (décès)         | Antoine Risso                   | PCF         | Ouvrier, secrétaire de la FSGT des Alpes-Maritimes                                                              |
| 1946-1947 (démission)     | Paul Maertens                   | PCF         | Papetier à Nice                                                                                                 |
| 4 mai 1947-1949           | Honoré Grinda (1884-1951)       | PCF         | Employé de salles de jeux à Nice Syndicaliste CGT du spectacle                                                  |
| 1949-1957 (démission)     | Paul Roux                       | RGR         | Médecin Maire de L'Escarène (1919-1940 et 1957-1962)                                                            |
| 21 juillet 1957 1957-1961 | Marcel Montagne                 | Centriste   | Journaliste en retraite Maire de Peille (1929-1935 et 1947-1962)                                                |
| 1961-1973                 | Louis Roux                      | DVD         | Secrétaire général de la Chambre de commerce de Nice                                                            |
| 1973-1998                 | Jacqueline Corniglion           | PCF         | Commerçante à Roquebillière                                                                                     |
| 1998- 2015                | Noël Albin                      | PCF         | Agent SNCF Maire de Touët-de-l'Escarène depuis 1988                                                             |

### Conseillers d'arrondissement (de 1861 à 1940)
| Période                                  | Période | Identité                     | Étiquette | Qualité |
| ---------------------------------------- | ------- | ---------------------------- | --------- | --- |
| 1861                                     |         | Hippolyte Fulconis           |           | Avocat, adjoint au maire de L'Escarène                                                                                     |
| avant 1869                               | 1871    | Lionel Alardi                |           | Avocat à Nice |
| 1871                                     | 1901    | Clément Chauvain             |           | Avocat |
| 1901                                     | 1919    | François Levamis (1849-1919) |           | Avoué, maire de Peille (1904-1919), ancien conseiller municipal de Nice (1892-1896), Président du Conseil d'arrondissement |
| 1919                                     | 1925    | M. Barelli                   |           | |
| 1925                                     | 1931    | Albert Trucchi               |           | Maire de Lucéram (1919-1929)                                                                                               |
| 1931                                     |         | Félix Daniel                 |           | Entrepreneur à Lucéram |
| 1940                                     |         |                              |           | Les conseils d'arrondissement ont été suspendus par la loi du 12 octobre 1940 et n'ont jamais été réactivés                |
| Les données manquantes sont à compléter. |         |                              |           | |

## Démographie
| 1962  | 1968  | 1975  | 1982  | 1990  | 1999  | 2006  | 2011  | 2012  |
| ----- | ----- | ----- | ----- | ----- | ----- | ----- | ----- | ----- |
| 4 301 | 5 121 | 5 083 | 5 871 | 7 021 | 7 931 | 8 708 | 9 142 | 9 201 |